# 13 Rivers
13 Rivers je studiové album anglického zpěváka a kytaristy Richarda Thompsona. Vydáno bylo 14. září roku 2018 společnostmi New West Records (USA) a Proper Records (mezinárodně). Producentem alba je sám Thompson a dále se na něm podíleli jeho dlouholetí spolupracovníci Michael Jerome Moore, Taras Prodaniuk a Bobby Eichorn. Album se skládá ze třinácti písní (odtud název desky), z nichž první dvě, „The Storm Won’t Come“ a „Bones of Gilead“, byly zveřejněny již v červenci 2018. Deska byla nahrána během deseti dnů, a to analogově.

## Seznam skladeb
1. The Storm Won’t Come
2. The Rattle Within
3. Her Love Was Meant for Me
4. Bones of Gilead
5. The Dog in You
6. Trying
7. Do All These Tears Belong to You?
8. My Rock, My Rope
9. You Can’t Reach Me
10. O Cinderella
11. No Matter
12. Pride
13. Shaking the Gates